# Castillo de Kanayama
El castillo de Kanayama (金山城 Kanayama-jō?) es una fortificación japonesa de estilo yamashiro del siglo XV en Ōta, ciudad de la prefectura de Gunma. Desde 1990, las ruinas son consideradas un Lugar Histórico Nacional, así como una de las siete fortalezas más famosas de Kanto y uno de los «100 notables castillos de Japón».

## Historia
Iwamatsu Iezumi mandó a construir este castillo en 1469. Yokose Narishige, un vasallo del clan Iwamatsu, dirigió la fortaleza en el año 1528. Durante el período Sengoku el castillo fue atacado varias veces por las potencias más fuertes del área, incluyendo Uesugi Kenshin en 1574, Takeda Katsuyori en 1580 y Sataka Yoshishige en 1583. La fortificación resistió todos estos ataques, con lo que demostró su capacidad defensiva y buena localización.
En 1584 los líderes del clan Yura y señores del castillo, Yura Kunishige y su hermano, Nagao Akinaga, visitaron el castillo Odawara para presentar sus respetos al clan Hōjō, pero en un acto de traición fueron sitiados por la armada de los Hōjō al lanzar un ataque contra Kanayama. Su madre, Akai Teruko, fue la responsable de proteger la fortaleza, quien a sus 71 años comandó la defensa durante la batalla. Ella dirigió a los tres mil soldados que restaban y resistió el asalto durante quince meses, hasta que se rindió bajo la condición de recuperar a sus hijos capturados. El castillo de Kanayama se mantuvo bajo control del clan Hōjō durante un par de años hasta que Maeda Toshiie lo capturó en 1590, con el contexto de la batalla de Odawara, en la cual Toyotomi Hideyoshi aniquiló a dicha familia. Posteriormente no fue usado nunca más y cayó en ruinas.

## Diseño y conservación
Al situarse sobre una montaña de 235 m el castillo aprovechaba las características geológicas de esta,  por lo que era difícil de atacar. Los caminos son estrechos, tortuosos y enrevesados, de tal forma que los enemigos se llegaran a confundir al llegar a los patios interiores, desde donde serían emboscados desde varias direcciones. La fortaleza presenta dos estanques que simbolizan al sol y la luna, y que se empleaban tanto para beber agua como para rezar por lluvia o la victoria en la batalla. Anteriormente se consideraba que Ishikawa Mitsuyoshi trasladó el tenshu (torre principal) de Kanayama al castillo Inuyama. Esta teoría fue descartada tras las excavaciones arqueológicas durante los trabajos de restauración del segundo entre 1961 y 1965, que involucraron el desmantelamiento del tenshu.

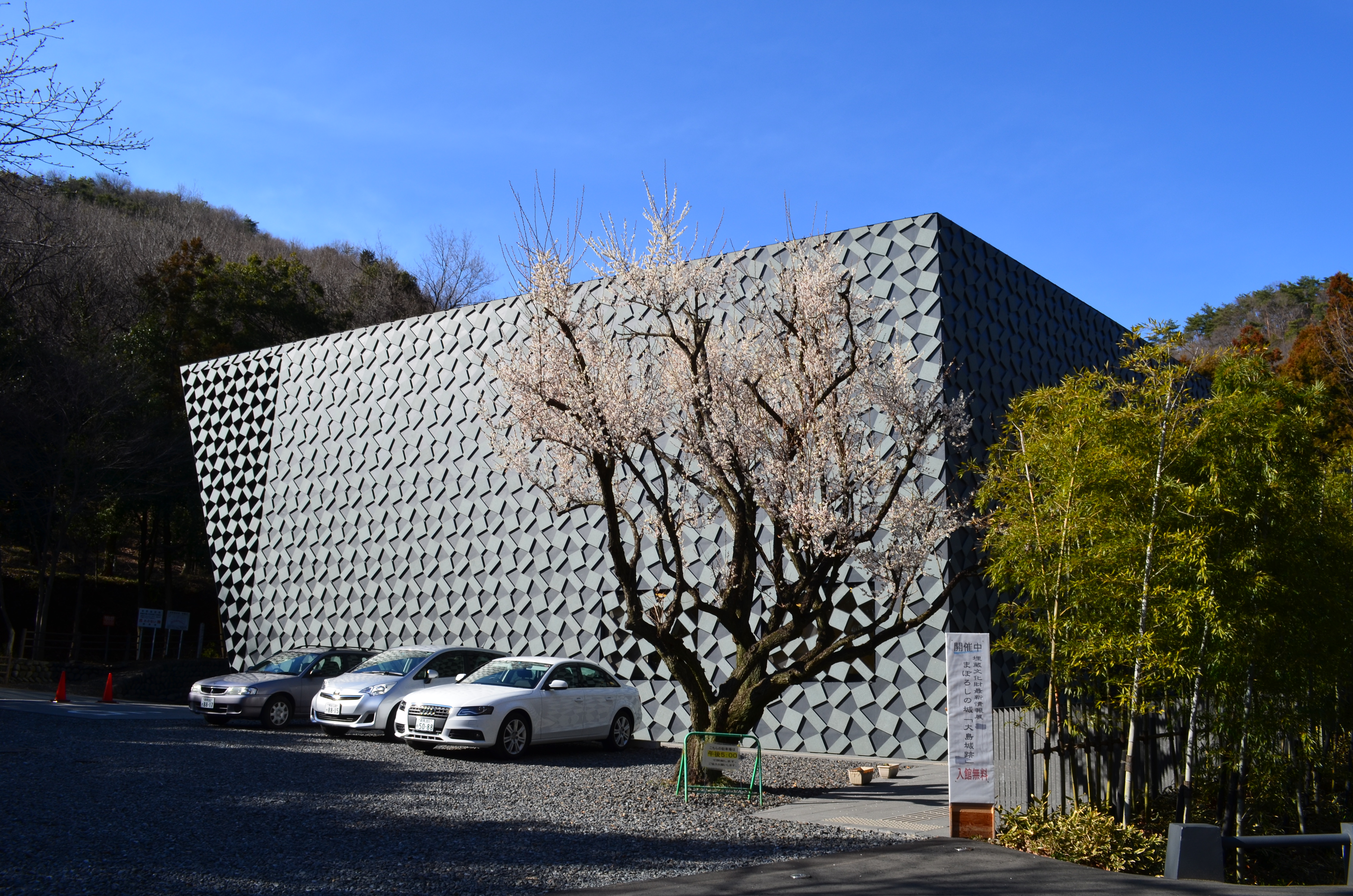
El museo del castillo, obra de Kengo Kuma.

En 2006, la ciudad nombró al arquitecto Kengo Kuma como diseñador del centro cultural y el museo dedicados al castillo de Kanayama. La estructura consiste en un tejido de piedra formado por dos tipos de patrones, que se funde con el edificio en el interior de hormigón.